# 何友发
何友发（1920年—1999年），男，陕西泾阳人，中华人民共和国军事人物，中国人民解放军少将，曾任吉林省军区司令员，吉林省革命委员会副主任，第五届全国人大代表。